# Cabimas
Cabimas è una città del Venezuela nello stato Zulia. Posta nella costa est del Lago di Maracaibo, è il capoluogo del comune omonimo. È la seconda maggiore città dello stato e si piazza tra le venti maggiori città del Venezuela.

## Geografia fisica
Attorno al suo perimetro, verso ovest si trova il Lago di Maracaibo, a nord i comuni di Santa Rita e Miranda, ad est lo stato di Lara, a sud i comuni di Simón Bolívar e Lagunillas.

### Orografia
Il territorio è principalmente pianeggiante, con alcune principali depressioni che erano sede di antiche lagune. Tali lagune furono drenate per lasciare il passo ai centri urbani come Guavina, las 40's e la "Bajaíta del Tuerto Teófilo". Un settore di Guavina conserva ancora l'antico nome di "El Ciénego".
Il suolo della città è formato da depositi alluvionali e poche rocce, il che fa sì che le strade si erodano e cedano facilmente durante il periodo delle piogge, producendo buche.

### Altri abitati
Oltre alla città di Cabimas (capoluogo), il Comune di Cabimas comprende altri nuclei urbani:
- Punta Gorda: a sud di Cabimas, occupa la parrocchia di Punta Gorda. Vi si trovano alcune installazioni petrolifere (come l'area di decantazione del crudo "Patio de Tanques Punta Gorda" ed i pozzi petroliferi di Punta Benítez) oltre all'aeroporto Oro Negro. Esistono medi impianti siderurgici per l'industria metalmeccanica di Cabimas (SIDEROCA). Punta Gorda ha dei moli che permettono l'arrivo da diversi porti del Lago di Maracaibo.
- Parroquia Arístides Calvani: con i villaggi di Palito Blanco, La Pica Pica e Curazaito.

### Clima
Il clima è torrido, con temperature che superano i 30 °C durante tutto l'anno. La combustione di gas naturale dei pozzi petroliferi produce grandi quantità di diossido di carbonio (CO2), che causa un incremento locale dell'effetto serra, cosa che rende Cabimas ancora più calda rispetto a Maracaibo. Il clima è per lo più arido la maggior parte dell'anno, ma tra maggio e ottobre (stagione delle piogge) si verificano improvvisi temporali, spesso pomeridiani, in rapporto al microclima generato dal Lago di Maracaibo.
L'effetto serra rende i giorni nuvolosi più caldi rispetto a quelli soleggiati, dal momento che la coltre di CO2 non lascia sfuggire il calore nella troposfera.

## Origini del nome
"Cabima" è un vocabolo indigeno degli indiani caribe, che in Venezuela indica un albero noto come Copaiba o Cabima (Copaifera venezuelana Harms e Pittier, varietà laxa Xena e Arroyo), da questo si estrae un olio medicinale, noto come "Palo de Aceite", "Bálsamo de Copaiba" oppure "Aceite de Palo".

## Storia
Nell'antico asentamiento de Cabimas, un gruppo di monaci Cappuccini fondò, nel 1758, un villaggio denominato Missione di San Ambrosio de Punta de Piedra. Di questo villaggio, ubicato nel settore attualmente conosciuto come "La Missione", sono rimasti resti archeologici, ma nessuna rovina. Contiene i ricordi della visita del vescovo del Venezuela Mariano Martí alla popolazione nel 1771. In seguito il villaggio si sviluppò come porto peschereccio sul Lago de Maracaibo, con meno di un migliaio di abitanti.
Agli inizi del XX secolo avvenne la scoperta del petrolio, con la perforazione del pozzo Santa Bárbara (R2) nel 1917. Tuttavia, fu il pozzo "Los Barrosos 2" (R4) - con una produzione di 100.000 barili al giorno di petrolio- a fare notizia, e ad originare un'autentica rifondazione di Cabimas nel 1931, quando iniziò la creazione di Campos Petroleros per le concessioni di estrazione di petrolio cedute a imprese statunitensi e olandesi dal dittatore Juan Vicente Gómez.

## Popolazione e infrastrutture
Lo sviluppo e la trasformazione della città furono condizionati all'estrazione del petrolio. I principali viali (F, G, H, J, K, L, 31,32,33, tra le altre) furono numerati seguendo un sistema di coordinate elaborato dall'azienda petrolifera Shell per ubicare i suoi pozzi.
Cabimas fu popolata da gente di diverse regioni del Venezuela, e soprattutto da immigrati degli stati orientali, andini e del Falcón. Un settore fondato per falconianos ricevette il nome di "Corito". Altri settori furono nominati secondo le attività petrolifere, come strade con nomi di pozzi (R5, R10) o opere infrastrutturali (Gasplant).
La città fu organizzata in Campi Petroliferi (Las 40's, Las 50's, Concordia, Hollywood, Campo Blanco, Campo Staff - oggi Las Palmas - Las Cúpulas), attorno ai quali si stabilirono gli immigrati, per cui la città crebbe in modo disordinato. Fu popolata anche da immigrati stranieri: siriani, libanesi, cinesi, italiani, spagnoli, portoghesi e greci, che diedero forma e occuparono la maggior parte del commercio locale.
Oltre ad essere sempre stata pilastro dell'economía venezuelana per la sua produzione di petrolio, il contributo maggiore di Cabimas alla Storia del paese fu la fondazione del primo Sindacato del Venezuela, il Sindicato de Obreros y Empleados Petroleros (SOEP), che opera nella stessa sede dal 1936.

## Economia
L'industria petrolifera costituisce l'attività principale, dalla scoperta del pozzo "Barroso 2" (R4) nel 1922.
Cabimas non dispone di strutture per la gestione, la lavorazione e il trasporto del gas naturale, così mentre il gas prodotto è andato perduto per diversi decenni, è in corso un progetto per costruire un impianto criogenico.
Il commercio è l'altra attività di Cabimas, con grandi magazzini fondati e gestiti da immigrati dell'Europa mediterranea, Medio Oriente e Colombia. Esiste la pesca, ma è stata pregiudicata dagli ampliamenti dell'impianto Lemna SP nel Lago di Maracaibo, dalla contaminazione del Lago e dalla mancanza di sicurezza.
Esistono alcune fabbriche di oggetti come borse di plastica e altro. Nel Comune esiste una zona industriale molto ben preparata, ma nulla è in funzione. Nelle zone rurali, come la Parroquia Arístides Calvani, si pratica l'agricoltura di alberi da frutto e la ganadería. Cabimas è la sede dell'Asociación de Ganaderos del Este del Lago (AGEL).

### Sanità pubblica
Con più di 50 anni di servizio esiste l'Ospedale Generale di Cabimas, in onore del Dr. Adolfo D'Empaire, ubicato sulle rive del lago, nella av. andres bello de ambrosio. Tale ospedale servee la costa orientale del lago, parte di Falcon, parte di Lara e parte di Trujillo.

### Sanità privata
Nell'anno 1956, i medici Dario Suarez O. e Otto Montero G., fondano quello che finora è il Centro Medico di Cabimas S.A. l'ospedale privato più grande dell'occidente del paese con più di 180 camere di ospedalizzazione, e tutti i servizi ausiliari di diagnostica.

## Infrastrutture e trasporti
La città di Cabimas si trova a 40 minuti da Maracaibo, attraversando il Ponte sul lago, Rafael Urdaneta.

### Porti
Il porto di La Salina, con la sua isola artificiale, è uno dei principali porti di imbarco per petroliere nel lago di Maracaibo, e da lì parte il petrolio grezzo per essere venduto negli Stati Uniti, in Europa e in Asia.
Esistono altri piccoli moli privati di appaltatori di petrolio, come il molo di Halliburton nel Centro urbano di Las Palmas.
Il porto peschereccio è al Boulevard Costanero, ed è utilizzato da imbarcazioni artigianali.

## Monumenti e luoghi d'interesse
- Sindicato de Obreros y Empleados Petroleros (SOEP) di Cabimas: situato nella calle El Rosario, fu il primo sindacato del Venezuela fondato nel 1936, da Jorge Hernández.
- Plaza El Barroso: situata nella Avenida Intercomunal, Sector Gasplant tra le carreteras K e L. Fu il pozzo che mostrò il potenziale del campo La Rosa, raggiungendo nel dicembre del 1922 i 100.000 barili di petrolio al giorno. Attualmente è inattivo e ha una piccola struttura di pompaggio meccanico (balancín) come monumento.

### Edifici religiosi cattolici
Cattedrale Nostra Signora del Rosario. Av Independencia con calle Miranda. Vi si trova l'Immagine della Vergine del Rosario, Patrona di Cabimas, e anche l'Immagine di San Benito da Palermo che è portata in processione il 27 dicembre e il 6 gennaio di ogni anno. La Cattedrale è sede dell'Episcopato, ed è la Chiesa più antica di Cabimas.
- Chiesa di San Giovanni Battista, Av. Principal, Sector La Rosa Vieja. Fondata nel 1953
- Chiesa La Rosa. Av Principal La Rosa. Fondata nel 1965.
- Chiesa San Martín de Porres. Av Andrés Bello, sector Ambrosio.
- Chiesa San José. Av Cumaná Sector Campo América.
- Chiesa Nostra Signora del Valle, (Vergine del Valle), Av32, Sector Nueva Cabimas.
- Chiesa Cuore di Gesù. Av Intercomunal sector Las Cabillas.
- Chiesa San Pietro. Av Principal Las Delicias, con callejón San Benito, sector Delicias Nuevas, fondata nel 2005.
- Chiesa Episcopale Carismatica del Venezuela (Cattedrale Bethabara), Calle Federación con 18 de Octubre, sector Tierra Negra.
- Chiesa Cristiana Evangelica Luz del Salvador, Av. Principal de Cabimas con calle Vereda del Lago, a lato del Campo Staff. Fu la Prima Chiesa Evangelica di Cabimas, con più di 70 anni dalla fondazione.
- Chiesa San Francesco d'Assisi, situata nel barrio Francisco de Miranda, fondata nel 1988 dal presbitero Ángel Andueza.
- Chiesa Nostra Signora di Guadalupe, Av. H a lato della UNERMB.
- Cappella Sant'Anna, Av. 34, calle San José.
- Chiesa nostra Signora della Candelaria, Calle San Mateo Barrio el Carmen

### Parchi, Piazze, Paseos
Parco Bolívar. Avenida de la Independencia di fronte alla Cattedrale. La sua storia risale al 1824 quando nasce in Punta Icotea come la Piazza del Tempio di Nostra Signora del Rosario, poi fu la piazza Giovanni Crisostomo Gómez e finalmente, piazza Bolívar. Nel suo perimetro si trova il Teatro Municipale di Cabimas.
- Distribuidor El Rosario. Unión tra Av Pedro Lucas Urribarrí del comune di Santa Rita e La Avenida Intercomunal del municipio Cabimas e la Av Andrés Bello.
- Distribuidor Nuevo Juan. Unión tra Av Miraflores, Av Las Cabillas, carretera J, Av Cumarebo, Av Lagoven, e altre calles di Concordia e Campo Blanco. Ha il monumento al lavoratore petrolifero, opera dello scultore locale Lucidio González nel 1995, che rappresenta 2 operai di 5 metri di altezza che aprono una valvola.
- Chiesa San Francesco d'Assisi nel Barrio Francisco de Miranda
- Piazza Alí Primera. Calle las flores sector Concordia.
- Piazza El León. Avenida Andrés Bello, sector Ambrosio. Rimodellata nel 2007
- Piazza el Mirador. Avenida Andrés Bello, sector el Golfito, di fronte all'ospedale Adolfo D'Empaire. A lato della Piazza San Benito.
- Piazza Generale Rafael Urdaneta. Avenida Chile, sector las 50's.
- Piazza Las 40's. Tra calles 1 e 2 de las 40's con calle Carabobo.
- Piazza Los Chimbángeles. Avenida Andrés Bello, sector El Golfito, ha un monumento a San Benito da Palermo.
- Piazza Miraflores. Calle Carabobo, tra carretera H e Av Cumaná.
- Piazza Delicias Viejas. Carretera H con Av Intercomunal. Costruita nel 2007

## Feste Patronali

### Feria del Rosario
Celebrata a ottobre di ogni anno, con elezione di regina, concerti dal vivo, processione della Vergine del Rosario, mostra della Cámara de Industria y Comercio de Cabimas (EXPOCAICOC), attrazioni meccaniche, bande civili e sfilate.

### Festa di San Benito da Palermo
San Benito da Palermo è uno dei pochi santi neri cattolici celebrato a Cabimas con 2 processioni, una dalla cattedrale allo stadio della Missione attraverso l'avenida Andrés Bello, e l'altra dalla cattedrale attraverso la calle Independencia e l'avenida Principal de la Rosa, fino alla chiesa Parrocchiale della Rosa, il 27 dicembre e il 6 gennaio di ogni anno. Una processione in ogni data, ogni anno ruota la data di ciascuna.
La processione è accompagnata da gente che balla, musica di tamburi Chimbángeles, Bandiere Azzurre, Maracas e Pitos, esistono vari gruppi di Chimbángeles professionisti e tutti escono in quei giorni. La processione coinvolge 300.000 persone, essendo la maggiore di Zulia (San Benito è festeggiato anche a Tasajeras, Ciudad Ojeda, Puerto Escondido, Santa Rita, Bobures e Gibraltar per citare degli esempi). È una delle feste più frequentate di tutta la città.

## Cultura e Istruzione

### Musei, Centri culturali, Biblioteche
- Casa della Cultura di Cabimas. Calle Rosario con calle Rotaria, accanto ad una sede della UNERMB. Vi sono in funzione la biblioteca pubblica municipale e il museo archeologico, con resti delle culture indigene, dell'epoca coloniale e degli inizi dell'era petrolifera. È anche scuola di danza, teatro, banda civile e centro letterario (dove si riunisce la società degli scrittori di Cabimas).
- Scuola di Arti Plastiche Pedro Oporto. Accanto alla casa della cultura, sotto la direzione dell'Artista Plástico Régulo Rincón, si impartiscono lezioni di Pittura e Scultura.
- Casa Museo Margarita Soto. Avenida Andrés Bello, sector Punta Icotea. Era la residenza della Partera e Pittrice Margarita Soto, ricordata nella canzone di Gran Coquivacoa Punta Icotea, sono in mostra alcune sue opere.
- Museo Archeologico di Cabimas. Calle Rosario, di fronte ad Automotriz Cabimas. È situato nella sede della Direzione Municipale della Cultura.

### Università
- Istituto Universitario Juan Pablo Pérez Alfonso. Av Principal Delicias, sector Delicias Nuevas.
- Istituto Universitario Monseñor de Talavera.
- Istituto Universitario Politecnico Santiago Mariño
- Istituto Universitario Tecnologico di Cabimas (IUTC)
- Università del Zulia Núcleo Costa Orientale del Lago
- Universidad Nacional Experimental Rafael María Baralt (UNERMB) Archiviato il 3 novembre 2008 in Internet Archive.

### Licei pubblici di Cabimas
- E.T.I. Escuela Técnica Industrial "Juan Ignacio Valbuena" Scuola Tecnica Industriale encargada de brindar istruzione a livello industriale ai giovani della città, ora con una nuova immagine nella società. Orgoglio di Cabimas. Con la missione di brindar professionisti per il Venezuela.

Una istituzione molto diversa dalle altre istituzioni, dovuto al fatto che la stessa gradúa Tecnici Professionisti, Intellettuali e capaci de llevar a cabo un trabajo en su área e anche di entrare direttamente nel mondo del lavoro, essendo anche un professionista completo.
Situati nella Av. Andrés Bello, Sector Punta Icotea, con grandi aree e impianti comodi.
- Unità Educativa Cristiana Professor Armando Suárez Malavé

Questa istituzione fu creata en Homenaje al Professore di Geografia e Storia Prof. Armando Suárez Malavé fondatore del Centro Educativo di Cabimas istituzione privata che copriva le aree di insegnamento dall'Educazione Primaria al Bachillerato en las menciones de Enfermería, Scienze, Commercio e Bachilleres in Docencia, in seguito fondò il Collegio Combinado Cabimas, che lasciò il passo a questa nuova istituzione che attualmente offre Educazione Prescolare, Educazione di Base e Bachillerato nel campo delle Scienze. Il Prof. Armando Suárez Malavé nacque nel popolo Guarapiche, Estado Sucre, ma molto giovane si recò nelle terre zulianas, formando molti giovani di questa città.
Liceo Hermágoras Chávez
Situato attualmente nella calle 14 Urb las 40's, fondato nel 1956 nella sede attuale della Scuola di Base Manuel Méndez nella Av Andrés Bello di fronte alla E.T.I. Nella stessa sede attuale funziona il liceo Nocturno Alejandro Fuenmayor. Il liceo Chávez forma bachilleres nelle aree delle scienze, umanistiche, segretariato e contabilità, molti dei quali poi continuano i propri studi nelle università della città.

### Media

#### Televisione
- TV COL. Opera all'interno della programmazione di Intercable, ha studi ed una unità di stampa che elabora un telegiornale e programmi diurni. Si trova nel Centro urbano di Las Palmas, ex Campo Staff.

#### Radio
- Radio Libertad 620 AM. È l'emittente più antica, funziona dal 1960. È di stile informativo-popolare; si può ascoltare in tutto lo stato Zulia, parte di Falcón, Lara e Trujillo. Ha lasciato una huella profonda nel popolo di Cabimas per la sua grande trascendencia. (Di fronte alla Cattedrale, nell'edificio Radio)
- Favoritas 97.9 FM (Antigua Radio Fónica Cabimas 1250 AM) (Av Andrés Bello, di fronte alla scuola Manuel Méndez)
- Zumaque 90.5 FM (CC Galerías La Fuente)
- Circuito CRF. Cabimas 107.9 FM (CC cristal center)
- Bolivariana 95.9 FM (Centro Commerciale AMAL)
- Alfa 99.1 FM (Complesso Luz del Mundo, 26 luglio)
- Costa 105.5 FM (Av. Miraflores a 50 metri dal Distaccamento della Guardia Nazionale)
- Xtrema 92.1 FM (Carretera H. Centro Comercial Borjas)
- Cabimera 94.5 FM
- SONORA 99.5FM
- Barbara 95.1 FM

#### Stampa
Non ci sono riviste o stampa edite a Cabimas, vi sono corrispondenti dei periodici Panorama, El Regional e La Verdad.

## Sport

### Squadre di sport attuali
- Lega Venezuelana di Calcio. Real Cabimas F.C. Giocano nello stadio La Salina, attualmente contano 5 campionati di lega e 3 supercoppe Venezuelane, le sue stelle sono Alejandro Gil, Gustavo Iriarte, Gabriel Espinosa (Gabo), diretti dal noto allenatore Ernesto León.
- Pequeña Liga LUZ - Cabimas. Equipo de las Ligas Menores de Béisbol, vicecampione mondiale di baseball giovanile nel Campionato Mondiale di Easley. Carolina del Nord. Stati Uniti 2005.
- Equipo de Ciclismo Alcaldía de Cabimas.
- Equipo de Rugby Tigres Cabimas R.F.C. Vincitore di coppa de plata "Batalla de Lago" 2006
- Criollitos de Venezuela- Ramón Castillo- Cachorros. Hanno vinto vari trofei, in Nacionales, Estadales y Invitacionales representando a: Cabimas, la C.O.L y al Zulia.

## Amministrazione

### Sindaci
- Noé Acosta (1995-2000)
- Hernán Alemán (1989-1995) e (2000-2008)
- Félix Bracho (PSUV)  (2008-    )